# Al Arbour
Alger Joseph „Al“ Arbour (* 1. November 1932 in Greater Sudbury, Ontario; † 28. August 2015 in Sarasota, Florida) war ein kanadischer Eishockeyspieler und -trainer. Der Verteidiger bestritt von 1953 bis 1971 über 700 Partien für die Detroit Red Wings, Chicago Black Hawks, Toronto Maple Leafs und St. Louis Blues in der National Hockey League. Dabei gewann er mit Detroit 1954, mit Chicago 1961 sowie mit Toronto 1962 und 1964 den Stanley Cup, sodass er zu den nur elf Spielern der NHL-Historie gehört, der die Trophäe mit drei verschiedenen Teams erringen konnte. Anschließend betreute er in der NHL die St. Louis Blues als Cheftrainer, bevor er in gleicher Funktion zu den New York Islanders wechselte und das Team Anfang der 1980er Jahre zu vier Stanley-Cup-Siegen in Folge führte. 1996 wurde Arbour in die Hockey Hall of Fame aufgenommen.

## Karriere
Nach einigen Jahren in unteren Ligen debütierte er in der Saison 1953/54 bei den Detroit Red Wings, die am Saisonende den Stanley Cup gewannen. Obwohl Arbour nur 36 Partien der regulären Saison bestritten hatte, wird er heute offiziell zum Siegerteam gezählt. Der Durchbruch in der NHL gelang ihm jedoch erst in der Saison 1956/57. Zur Saison 1958/59 wechselte er zu den Chicago Black Hawks und blieb dort bis einschließlich 1961, dem Jahr des Stanley-Cup-Gewinns. Die nächsten fünf Jahre spielte er für die Toronto Maple Leafs und gewann mit ihnen 1962 zum zweiten Mal den Stanley Cup. Er war der einzige Spieler der NHL, der mit Brille spielte. Nach einer Saison in der AHL ging er 1967 zu den St. Louis Blues. 1970 zog er sich nach 600 Spielen und 14 Jahren als aktiver Spieler zurück.
Seine Trainerkarriere begann 1973 bei den St. Louis Blues. Drei Jahre später ging er nach Long Island und führte dort das junge New-York-Islanders-Team. In den nächsten vier Jahren beendeten die Islanders jede Saison mit mehr als 100 Punkten, jedoch reichte es nie für einen Stanley-Cup-Gewinn.
In der Saison 1979/80 konnten die Islanders die Philadelphia Flyers in sechs Spielen bezwingen und gewannen ihren ersten Stanley Cup. Diesen Triumph konnten sie in jeder Saison der nächsten drei Jahre wiederholen. Somit waren sie der zweite NHL-Club, der vier Titel in Folge gewinnen konnte (Montreal schaffte dies zwei Mal). Die Chance auf einen fünften Cup-Gewinn wurde 1984 durch die Edmonton Oilers verhindert.
1996 wurde Arbour mit der Aufnahme in die Hockey Hall of Fame geehrt.
Arbour wurde von den New York Islanders mit einem Banner mit der Nummer 739 geehrt, der im Nassau Veterans Memorial Coliseum, dem Eisstadion der Islanders, hängt. Al Arbour hatte mit den Islanders 739 Spiele in Regulären Saisons gewonnen.
Am 3. November 2007 übernahm Al Arbour für ein Spiel das Traineramt von den New York Islanders und folgte somit einer Einladung des damaligen Cheftrainers Ted Nolan. Für Arbour war es das 1.500. Spiel als Trainer der Islanders und sein 740. Sieg.

## Sportliche Erfolge
- Calder Cup: 1965, 1966
- Stanley Cup: 1954, 1961, 1962 und 1964 (als Spieler); 1980, 1981, 1982 und 1983 (als Trainer)

### Persönliche Auszeichnungen
- Eddie Shore Award: 1965
- Jack Adams Award: 1979
- Lester Patrick Trophy: 1992
- AHL First All-Star Team: 1963, 1964, 1965, 1966